# Марсія Кларк
Марсія Рейчел Кларк (англ. Marcia Rachel Clark, 13 серпня 1953), до шлюбу Клекс — американська прокурорка, письменниця, телекореспондентка, телепродюсерка. Відома тим, що була головною прокуроркою у справі вбивства О. Джей Сімпсона.

## Ранні роки
Народилась в Аламеді, штат Каліфорнія. Виховувалась в юдейській сім'ї Розлін та Авраама Клексів. Закінчила середню школу Сьюзен Е. Вагнер та державну школу в районі Манор-Хайтс на Стейтен-Айленді, Нью-Йорк.
Коли Марсії Клекс було 17 років, її зґвалтували під час поїздки в Ейлат, Ізраїль. Вона сказала, що це досвід, який багато в чому вплинув на те, чому вона стала прокуроркою.
Навчалася в Каліфорнійському університеті в Лос-Анджелесі, який закінчила в 1976 році за спеціальністю політологія, а потім здобула ступінь доктора юридичних наук у юридичній школі Південно-Західного університету.

## Кар'єра

### Адвокатка
Марсія Кларк була прийнята до колегії адвокатів штату Каліфорнія в 1979 році. Вона займалася приватною практикою і працювала державною захисницею міста Лос-Анджелес, перш ніж здійснити повний перелом і стати прокуроркою у 1981 р. Вона працювала заступницею окружного прокурора округу Лос-Анджелес, штат Каліфорнія, а її наставником був прокурор Гарві Гісс. 
Марсію Кларк найкраще запам'ятали як провідну прокурорку в суді над О. Дж. Сімпсоном у 1995 р., звинуваченого у вбивствах його колишньої дружини Ніколь Браун Сімпсон та Рона Голдмана. Кларк повідомила, що увага ЗМІ, яку вона отримала під час судового розгляду, була «пеклом судового розгляду». Консультантка журі порадила Кларк «говорити м'якше, одягатися м'якше, носити пастель» для поліпшення її іміджу. Згодом вона змінила зачіску на хімічну завивку, і «Лос-Анджелес Таймс» описав її як «Сігурні Вівер, лише більш професійну». «Нью-Йорк Таймс» зауважила, що «трансформація не була цілковитою».

### Коментаторка та письменниця
Марсія Кларк звільнилася з окружної прокуратури після того, як програла справу О. Дж. Сімпсона і залишила судову практику за собою.
З часу суду над Сімпсоном Кларк неодноразово виступала на телебаченні, в тому числі була «спеціальною кореспонденткою» Entertainment Tonight. Вона висвітлювала гучні судові процеси та виступала на червоній доріжці на таких нагородах, як премія Еммі. Кларк була запрошеним адвокатком короткочасного телевізійного серіалу «Довіреність», а також була представлена в «Headline News» (HLN), де аналізувала судовий процес над Кейсі Ентоні. У липні 2013 року Кларк дала CNN коментар до судового процесу над Джорджем Циммерманом у Флориді за вбивство Трейвона Мартіна.
Кларк написала кілька романів. Її серія «Рейчел Найт» зосереджена на прокурорі в окружній прокуратурі Лос-Анджелеса, і включає «Вину за асоціацією» (2011), «Провина за ступенем» (2012), «Амбіція вбивці» (2013), та «Конкурс» (2014).

## У медіакультурі
У серпні 2013 року Марсія Кларк з'явилася в ролі адвокатки Сідні Барнз в епізоді серіалу «Маленькі ошуканки»: «Зараз ти бачиш мене, тепер не бачиш».
Кларк також з'явилась в документальному мінісеріалі 2016 р. Її зіграла Сара Полсон у телевізійному серіалі «Люди проти О. Дж. Сімпсона». Полсон у ролі Кларк заслужила широке визнання, за цю роботу отримала премію «Еммі» і «Золотий глобус».

## Особисте життя
У 1976 році Клекс одружилася з Габріелем Горовіцом, ізраїльським гравцем в нарди, з яким познайомилася, коли вони були студентами. Вони розлучились в 1980 році. Спільних дітей не мають.
У 1980 році Клекс одружилася з Гордоном Кларком, комп'ютерним програмістом та системним адміністратором, який працював у Церкві Саєнтології. Вони розлучились у 1995 році. Мають двох синів, народжених приблизно в 1990 і 1992 роках. На слуханні під вартою під час судового розгляду справи Сімпсона колишній чоловік вимагав повну опіку над їхніми дітьми через довгі години, які Марсія проводила, працюючи під час судового розгляду.
Марсія Кларк більше не вважає себе релігійною людиною, хоча її виховували єврейкою, і її перше весілля було консервативною єврейською церемонією. Вона входила до Церкви Саєнтології, але з 1980 року більше не пов'язана з нею.
Проживає в Калабасасі, штат Каліфорнія.